# Point Smellie
Der Point Smellie (englisch, spanisch Cerro Smellie ‚Smellie-Hügel‘) ist eine kleine Landspitze mit steilen Kliffs im Westen der Livingston-Insel im Archipel der Südlichen Shetlandinseln. Auf der Byers-Halbinsel erstreckt sie sich von den President Beaches in die Osogovo Bay. Höchste Erhebung ist mit 46 m der Cerro Smellie.
Das UK Antarctic Place-Names Committee benannte sie 1978 nach John Laidlaw Smellie (* 1953), Geologe des British Antarctic Survey, der an der Erkundung des Gebiets um die Landspitze zwischen 1975 und 1976 beteiligt war.